# Međunarodni kinološki savez
Međunarodni kinološki savez (fr. Fédération Cynologique Internationale – FCI) međunarodni je klub pasa sa sjedištem u Thuinu, Belgija.
Međunarodni kinološki savez odgovoran je za čuvanje zdravlja pasa i međunarodnih aktivnosti o psima, kao i za poboljšanje odnosa između pasa i ljudi.

## Povijest
Prvotno su Međunarodni kinološki savez Njemačka, Belgija, Austrija, Francuska i Nizozemska osnovale 22. svibnja 1911. godine u Parizu. 
Danas je 86 država članica i ugovornih partnera (jedan član po zemlji), a registrirano je 335 vrsta pasa. 
Svaki član Međunarodnog kinološkog saveza rješava pitanja svojih rodovnica i osposobljava visokokvalificirane sudce. Međunarodni kinološki savez osigurava da rodovnice i sudce međusobno priznaju sve članice Međunarodnog kinološkog saveza, ugovorni partneri i svaka osoba uključena na njihovoj domaćoj sceni pasa.

## Članice FCI
| Država                 | Ime društva |
| ---------------------- | --- |
| Međunarodni            | Fédération Cynologique Internationale •••                                                                                            |
| Argentina              | Federación Cinológica Argentina ••• Arhivirana inačica izvorne stranice od 13. veljače 2006. (Wayback Machine)                       |
| Australija             | Australian National Kennel Council ••• Arhivirana inačica izvorne stranice od 19. listopada 2007. (Wayback Machine)                  |
| Austrija               | Österreichische Kynologenverband •••                                                                                                 |
| Azerbajdžan            | Kinologičeskii Sojuz Respubliki Azerbaidžan •••                                                                                      |
| Bahrain                | Kennel Club of Bahrain |
| Belgija                | Société Royale Saint-Hubert ••• |
| Bjelorusija            | Belorussian Cynological Union ••• |
| Bolivija               | Kennel Club Boliviano ••• Arhivirana inačica izvorne stranice od 28. siječnja 2006. (Wayback Machine)                                |
| Bosna i Hercegovina    | Unija kinoloških saveza Bosne i Hercegovine ••• Arhivirana inačica izvorne stranice od 8. veljače 2006. (Wayback Machine) (izbačena) |
| Brazil                 | Confederaçao Brasileira de Cinofilia •••                                                                                             |
| Bugarska               | Bulgarian Republican Federation of Cynology ••• Arhivirana inačica izvorne stranice od 10. veljače 2006. (Wayback Machine)           |
| Cipar                  | Cyprus Kennel Club ••• |
| Crna Gora              | Kinološki savez Crne Gore ••• |
| Češka                  | Ceskomoravská Kynologická Unie •••                                                                                                   |
| Čile                   | Kennel Club de Chile ••• |
| Danska                 | Dansk Kennel Club ••• Arhivirana inačica izvorne stranice od 14. listopada 2006. (Wayback Machine)                                   |
| Dominikanska Republika | Federación Canina Dominicana |
| Ekvador                | Asociación Ecuatoriana de Registros Caninos ••• Arhivirana inačica izvorne stranice od 30. prosinca 2005. (Wayback Machine)          |
| Estonija               | Eesti Kennelliit ••• Arhivirana inačica izvorne stranice od 13. ožujka 2008. (Wayback Machine)                                       |
| Filipini               | Philippine Canine Club ••• Arhivirana inačica izvorne stranice od 12. listopada 2006. (Wayback Machine)                              |
| Finska                 | Suomen Kennelliitto ••• Arhivirana inačica izvorne stranice od 27. siječnja 2006. (Wayback Machine)                                  |
| Francuska              | Société Centrale Canine pour l'Amélioration des Races de Chiens en France •••                                                        |
| Gibraltar              | Gibraltar Kennel Club ••• Arhivirana inačica izvorne stranice od 8. prosinca 2006. (Wayback Machine)                                 |
| Grčka                  | Kennel Club of Greece ••• |
| Gruzija                | Fédération Cynologique de Géorgie |
| Gvatemala              | Asociación Guatemalteca de Criadores de Perros                                                                                       |
| Honduras               | Asociación Canófila de Honduras |
| Hong Kong              | Hong Kong Kennel Club ••• |
| Hrvatska               | Hrvatski kinološki savez ••• |
| Indija                 | Kennel Club of India ••• Arhivirana inačica izvorne stranice od 13. srpnja 2006. (Wayback Machine)                                   |
| Indonezija             | Persatuan Kinologi Indonesia |
| Irska                  | Irish Kennel Club ••• Arhivirana inačica izvorne stranice od 29. siječnja 2006. (Wayback Machine)                                    |
| Island                 | Hundaræktarfélags Íslands ••• |
| Italija                | Ente Nazionale Cinofilia Italiana •••                                                                                                |
| Izrael                 | Israel Kennel Club |
| Japan                  | Japan Kennel Club ••• |
| Južna Koreja           | Korean Canine Club ••• Arhivirana inačica izvorne stranice od 3. veljače 2006. (Wayback Machine)                                     |
| Južnoafrička Republika | Kennel Union of Southern Africa ••• Arhivirana inačica izvorne stranice od 23. rujna 2006. (Wayback Machine)                         |
| Kazahstan              | Union of Cynologists of Kazakstan |
| Kina                   | China Kennel Union ••• |
| Kolumbija              | Asociación Club Canino Colombiano •••                                                                                                |
| Kostarika              | Asociación Canófila Costarricense •••                                                                                                |
| Kuba                   | Federación Cinólogica de Cuba |
| Latvija                | Latvijas Kinologiska Federacija •••                                                                                                  |
| Litva                  | Lietuvos Kinologu Draugija ••• |
| Luksemburg             | Fédération Cynologique Luxembourgeoise •••                                                                                           |
| Mađarska               | Magyar Ebtenyésztök Orszagos Egyesülete •••                                                                                          |
| Makedonija             | Kinološki Sojuz na Makedonija ••• |
| Malezija               | Malaysian Kennel Association ••• Arhivirana inačica izvorne stranice od 27. svibnja 2010. (Wayback Machine)                          |
| Malta                  | Malta Kennel Club ••• Arhivirana inačica izvorne stranice od 12. ožujka 2008. (Wayback Machine)                                      |
| Maroko                 | Société Centrale Canine Marocaine |
| Meksiko                | Federacíon Canófila Mexicana ••• Arhivirana inačica izvorne stranice od 5. veljače 2006. (Wayback Machine)                           |
| Moldavija              | Uniunea Chinologica din Moldova ••• Arhivirana inačica izvorne stranice od 31. siječnja 2008. (Wayback Machine)                      |
| Monako                 | Société Canine de Monaco |
| Nikaragva              | Asociación Canina Nicaragüense |
| Nizozemska             | Raad van Beheer op Kynologisch Gebied in Nederland •••                                                                               |
| Norveška               | Norsk Kennel Klub ••• |
| Novi Zeland            | New Zealand Kennel Club ••• |
| Njemačka               | Verband für das Deutsche Hundewesen •••                                                                                              |
| Pakistan               | Kennel Club of Pakistan ••• |
| Panama                 | Club Canino de Panama |
| Paragvaj               | Paraguay Kennel Club |
| Peru                   | Kennel Club Peruano ••• |
| Poljska                | Zwiazek Kynologiczny w Polsce ••• |
| Portoriko              | Federación Canófila de Puerto Rico •••                                                                                               |
| Portugal               | Clube Português de Canicultura ••• Arhivirana inačica izvorne stranice od 6. veljače 2006. (Wayback Machine)                         |
| Rumunjska              | Asociatia Chinologica Romana ••• |
| Rusija                 | Russian Kynological Federation ••• Arhivirana inačica izvorne stranice od 20. siječnja 2021. (Wayback Machine)                       |
| Salvador               | Asociación Canófila Salvadoreña ••• Arhivirana inačica izvorne stranice od 28. siječnja 2006. (Wayback Machine)                      |
| San Marino             | Kennel Club San Marino ••• |
| Singapur               | Singapore Kennel Club ••• |
| Slovačka               | Slovenska Kynologicka Jednota ••• |
| Slovenija              | Kinološka zveza Slovenije ••• Arhivirana inačica izvorne stranice od 31. prosinca 2005. (Wayback Machine)                            |
| Srbija                 | Kinološki savez Republike Srbije •••                                                                                                 |
| Španjolska             | Real Sociedad Canina en España •••                                                                                                   |
| Šri Lanka              | Kennel Association of Sri Lanka |
| Švedska                | Svenska Kennelklubben ••• |
| Švicarska              | Société Cynologique Suisse ••• Arhivirana inačica izvorne stranice od 26. siječnja 2021. (Wayback Machine)                           |
| Tajland                | Kennel Club of Thailand ••• Arhivirana inačica izvorne stranice od 3. veljače 2006. (Wayback Machine)                                |
| Tajvan                 | Kennel Club of Taiwan ••• Arhivirana inačica izvorne stranice od 3. veljače 2006. (Wayback Machine)                                  |
| Ukrajina               | Ukrainian Kennel Union ••• Arhivirana inačica izvorne stranice od 27. svibnja 2006. (Wayback Machine)                                |
| Urugvaj                | Kennel Club Uruguayo ••• |
| Uzbekistan             | Cynological Federation of Uzbekistan                                                                                                 |
| Venezuela              | Federación Canina de Venezuela •••                                                                                                   |

## Vanjske poveznice
- Službeno mrežno mjesto FCI  Arhivirana inačica izvorne stranice od 18. prosinca 2006. (Wayback Machine)